# Dr. Bock Industries
Die Dr. Bock Industries AG ist ein deutscher Bekleidungshersteller. Das Unternehmen mit Hauptsitz in Auetal (Niedersachsen) und weiteren Standorten in Ost- und Südeuropa produziert vor allem Herrenjeans und „sportive Hosen“ für Marken der gehobenen Preisklasse wie Hugo Boss, Gant und Windsor.
Im Geschäftsjahr 2015 erwirtschaftete der Dr.-Bock-Konzern mit rund 1600 Mitarbeitern einen Umsatz von 30 Millionen Euro. Er fertigt jährlich etwa 1,8 Millionen Kleidungsstücke.
Das Unternehmen meldete am 17. März 2024 Insolvenz an.

## Geschichte
Die Ursprünge des Unternehmens liegen nach eigenen Angaben in der 1984 von der Dr. Dietrich Bock und Partner Unternehmensberatungsgesellschaft GmbH gegründeten Firma RHM (Rintelner Hosen Manufaktur). In den Jahren 1992–2008 entstanden sieben weitere Tochtergesellschaften mit dem gleichen Geschäftszweck in Rumänien und der Ukraine. Die kreative Modeentwicklung findet seit 2013 in der RGT Italia S.R.L. in Limena statt.
2015 wurde die Dr. Dietrich Bock und Partner Unternehmensberatungsgesellschaft GmbH in eine Aktiengesellschaft mit dem Namen Dr. Bock Industries AG umgewandelt. Seit Juli 2016 sind die Aktien des Unternehmens im Dritten Markt – einem nicht regulierten Freiverkehr – an der Wiener Börse notiert. Der Gründer und Hauptaktionär Dietrich Bock schied kurz nach dem Börsengang aus dem Vorstand aus.

## Geschäftsfelder
Das Unternehmen unterteilt sein Geschäft in drei Bereiche: Die Vollfertigung (englisch garments), die Nachbehandlung (treatments) und die Lohnfertigung (minutes) von Hosen. Auf die Vollfertigung entfielen 2015 66 % des Umsatzes. Die Nachbehandlung, das heißt das reine Waschen, Färben und Aufbringen von Spezialeffekten, machte 23 % des Umsatzes aus, und die Lohnfertigung 11 %.